# Neath Port Talbot County Borough
Neath Port Talbot County Borough (walisisch: Castell-nedd Port Talbot) ist eine Principal Area mit dem Status eines County Borough in Südwales. Das County Borough entstand am 1. April 1996 aus den Districts Neath, Port Talbot und Teilen von Lliw Valley. Die administrativen Zentren sind die Städte Neath und Port Talbot. Neath Port Talbot liegt im Preserved County West Glamorgan.
Neath Port Talbot erstreckt sich von der Swansea Bay bis ins Bergland von Glamorgan, der höchste Punkt ist etwa 600 m hoch bei Craig Y LLyn bei Glynneath. Als Teil der South Wales Valleys wird das Bergland durch die Täler des River Afan, River Neath, River Dulais und River Tawe durchschnitten, die alle in die Swansea Bay münden, doch durch bewaldetes Bergland und durch Moore voneinander getrennt sind. Der Großteil der Bevölkerung lebt im engen Küstenstreifen und an der Mündung des River Neath in den Städten Neath (46.000 Einwohner) und Port Talbot (37.000 Einwohner). Im Bergland gibt es hauptsächlich verstreute Siedlungen, in denen noch größere Bevölkerungsgruppen Walisisch sprechen. Insgesamt sprechen über 17 % der Bevölkerung walisisch, weitere 11 % sind der Sprache mächtig.
Neath und Port Talbot sind seit dem 18. Jahrhundert durch Bergbau und Schwerindustrie geprägt, Port Talbot ist weiterhin ein wichtiger Standort der Stahlindustrie und besitzt einen Seehafen. Durch die Autobahn M4 ist die Region mit Cardiff und Bristol verbunden.
Es bestanden Städtepartnerschaften u. a. zu Heilbronn und Esslingen am Neckar. Neath Port Talbot beendete 2015 aus finanziellen Gründen alle seine Städtepartnerschaften.

## Orte
- Aberdulais
- Blaengwynfi
- Cwmavon
- Cwmllynfell
- Cymmer
- Glynneath
- Gwaun-Cae-Gurwen
- Neath
- Pntrhydyfen
- Pontardawe
- Port Talbot
- Resolven
- Tonna
- Ystalyfera

## Sehenswürdigkeiten
- Margam Abbey
- Margam Castle
- Neath Abbey
- South Wales Miners Museum